# Варлаам Чикойский
Варлаа́м Чико́йский (в миру Васи́лий Федо́тович Наде́жин; 1774, Нижегородская губерния — 23 января 1846, Чикойский монастырь, Верхнеудинский округ, Забайкальская область) — игумен Чикойского Иоанно-Предтеченского монастыря. Святой Русской церкви, почитается в лике преподобных. Память совершается (по юлианскому календарю): 23 января (день смерти), 10 июня (Собор Сибирских святых), 8 августа (годовщина обретения мощей в 2002 году), 5 октября (годовщина монашеского пострига).

## Биография
Родился в селе Маресьеве Лукояновского уезда Нижегородской губернии в крестьянской семье Надежиных Феодота и Анастасии (урожденной Яковлевой). Женился по настоянию родителей. Брак был бездетным и Василий в 1811 году отправился в паломничество в Киево-Печерскую лавру. Как беспаспортный был арестован за бродяжничество и сослан в Сибирь. Начал странствовать, в 1814 году дошёл до Иркутска, а в 1820 году пришёл на склоны Чикоконского хребта и близ Урлука устроил себе келью, став отшельником. Вскоре к нему присоединились другие люди и образовалась братия будущего Чикойского монастыря.
В 1828 году Василий принял монашеский постриг с именем Варлаам (в честь преподобного Варлаама Печерского) и в 1830 году был рукоположён во иеромонаха. В 1839 году Варлаам был возведён в сан игумена основанного им Иоанно-Предтеченского монастыря. При нём были построены монастырские храмы, начата миссионерская работа среди местного населения. В 1845 году награждён Святейшим синодом золотым наперсным крестом.
Скончался в 1846 году, погребён с южной стороны алтаря придела в честь иконы «Всех скорбящих Радость» Иоанно-Предтеченского храма основанного им монастыря. Вскоре после смерти ему стали приписывать чудотворения и в конце XIX века он был прославлен как местночтимый святой. Житие преподобного Варлаама написал святитель Мелетий (Якимов).

## Память
В 1984 году Варлаам Чикойский был прославлен для общецерковного почитания в Соборе Сибирских святых. В 2002 году среди руин Чикойского монастыря было определено место его захоронения и по благословению патриарха Алексия II 21 августа состоялось обретение его мощей, которые поместили в приделе Александра Невского Казанского собора города Читы.